# Mary Buckland
Pour les articles homonymes, voir Buckland.
Mary Buckland, née Morland (1797 à Abingdon - 1857 à Islip), est une paléontologue, biologiste marine et illustratrice scientifique.

## Biographie
Mary Buckland est née en 1797 à Sheepstead House, Abingdon, de Benjamin Morland, un notaire. Sa mère meurt alors qu'elle est encore un bébé, et son père se remarie, produisant une fratrie conséquente de demi-frères et demi-sœurs. Elle passe l'essentiel de son enfance à Oxford, vivant avec un docteur, Sir Christopher Pegge, et sa femme. Elle est éduquée dans une école de village à Islip, près de la résidence secondaire de la famille.
En 1825, elle épouse William Buckland, qui est devenu par la suite Dean of Westminster. Leur lune de miel est un voyage géologique qui dure une année et comporte des visites aux géologues célèbres et des lieux géologiques dans toute l'Europe. Ils ont neuf enfants, dont Frank Buckland.
C'est une illustratrice accomplie, produisant des illustrations pour Cuvier et pour un ouvrage de William Conybeare, un géologue britannique. Elle confectionne également des reproductions de fossiles et étiquette des fossiles pour un musée d'Oxford. Elle étudie les zoophytes marins à l'aide de microscopes. Elle répare des fossiles cassés selon les indications de son mari.
Elle assiste son mari en écrivant sous sa dictée, produisant des illustrations pour ses livres, et prenant des notes de ses observations. Elle l'assiste quand il est chargé de contribuer à un volume des Bridgewater Treatises. Sa contribution à cet ouvrage en 1836 est un mélange de sciences géologique et paléontologie et de réflexions philosophiques. Il est difficile d'évaluer la contribution de Mary Buckland à la science, parce que son rôle d'assistante auprès de son mari représente une grande part de son travail.
Mary Buckland a amassé une vaste collection de fossiles et autres spécimens.